# Anna Louise Föhse

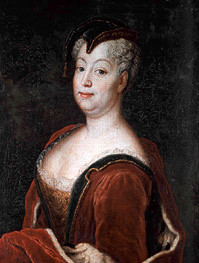
Anna Louise Föhse.

Anna Louise Föhse, född 1677 i Dessau, död 1746, var morganatisk gemål till furst Leopold I av Anhalt-Dessau. Hon var en kontroversiell och omdiskuterad person i sin samtid, och har varit föremål för bland annat flera pjäser. 